# Ліцей «Універсум»
Ліцей «Універсум» — освітній заклад у Шевченківському районі міста Києва, розташований за адресою провулок Політехнічний, 3А. Викладання здійснюється українською мовою. У ліцеї навчаються учні 8—11 класів.

## Історія ліцею
Ліцей «Універсум» було відкрито за ініціативою групи освітян в 1995 році. Перші кроки ліцею були спрямовані на те, щоб утвердитися серед інших навчальних закладів, подолати об'єктивні труднощі становлення, які молодий педагогічний колектив з опорою на свідому і дружню підтримку перших учнів ліцею та батьків успішно здолав.
	У подальші роки ліцей «Універсум» вийшов на проектну потужність із загальною кількістю учнів понад 200 учнів, які мають змогу навчатися за одним з обраних профілів: фізико-математичним, економічним, гуманітарним, поглиблено вивчати іноземні мови, основи інформатики, відвідувати бажані факультативні заняття.

## Мета
Мета ліцею — виховання і формування людей, здатних стати фахівцями в конкретній сфері суспільного життя, яким притаманні широкий світогляд і нестандартне мислення, завдяки чому вони зможуть реалізувати програмну ціль в умовах, що зазнають швидких змін, людей з усвідомленням реальної відповідальності за наслідки своєї діяльності.

## Педагогічний склад
Директор ліцею — Сергій Степанович Сурма, учитель історії, учитель-методист, відмінник освіти України, педагогічний стаж 28 років.
Девіз ліцею: «Усе, що нам треба, — це любов». Педагогічне кредо: «Навчати з посмішкою та любов'ю до дітей»
	Якість освіти забезпечують 34 педагогічних працівників, з них:
- 1 вчитель, нагороджений Почесною грамотою Кабінету Міністрів України;
- 12 вчителів, нагороджених знаком «Відмінник освіти України»;
- 9 вчителів, нагороджені Почесною грамотою Міністерства освіти України;
- 6 вчителів мають звання «вчитель-методист»;
- 7 вчителів мають звання «старший учитель»;
- 1 кандидат фізико-математичних наук;
- 20 вчителів мають кваліфікаційну категорію «спеціаліст вищої категорії»;
- 4 вчителі мають кваліфікаційну категорію «спеціаліст першої категорії»;
- 6 вчителів мають кваліфікаційну категорію «спеціаліст другої категорії»;
- 4 вчителі мають кваліфікаційну категорію «спеціаліст»;
- 1 молодий спеціаліст.

## Навчально-методична база
У ліцеї створена навчально-методична база для забезпечення навчально-виховного процесу. Обладнані 9 класних кімнат, а також:
- кабінет фізики;
- кабінети хімії та біології;
- 2 кабінети інформатики;
- необмежений доступ до Інтернету;
- 3 кабінети лінгвістики;
- кабінет психолога;
- бібліотека і читальна зала;
- спортивний і тренажерний зал, майданчик;
- медичний кабінет;
- їдальня.

Для педагогічного колективу обладнано: учительську; кураторську; кімнату відпочинку.

## Гуртки та клуби
Організація роботи гуртків та клубів ліцею «Універсум»:
- клуб цікавих зустрічей;
- чемпіонат ліцею з брейн-рингу;
- психології для 8-х класів;
- шахів;
- «Київський вальс»;
- «Малий інститут журналістики»;
- фізики;
- декоративної косметики та перукарського мистецтва;
- театральний гурток;
- спортивна секція бойового хортингу.

## Девіз та гімн ліцею
Девіз ліцею: «Unum. Bonum. Verum» (Єдність. Благо. Істина.)
```
Гімн ліцею «Універсум»

I.

Універсум — це слово величне,
Що складається з істин святих,
Об'єднавши сучасне і вічне,
Всіх наук вчить він учнів своїх.

Приспів:
Unum, bonum, verum —
Єдність, благо, істина.
В ці слова ми вірим,
В нас мета одна.

II.

Ми прийшли за знанням сюди,
Збагатити свій розум і душу,
Щоб упевнено йти до мети,
Щоб потрібними бути, мій друже.

Приспів:
Unum, bonum, verum —
Єдність, благо, істина.
В ці слова ми вірим,
В нас мета одна.

III.

Непрості теореми життя,
Навчимося ми з честю долати,
Пронесемо палкі почуття
До улюбленої альма-матер.

Приспів:
Unum, bonum, verum —
Єдність, благо, істина.
В ці слова ми вірим,
В нас мета одна.
```